# 索菲伊夫卡 (五一城區)
48°4′38″N 31°4′24″E / 48.07722°N 31.07333°E

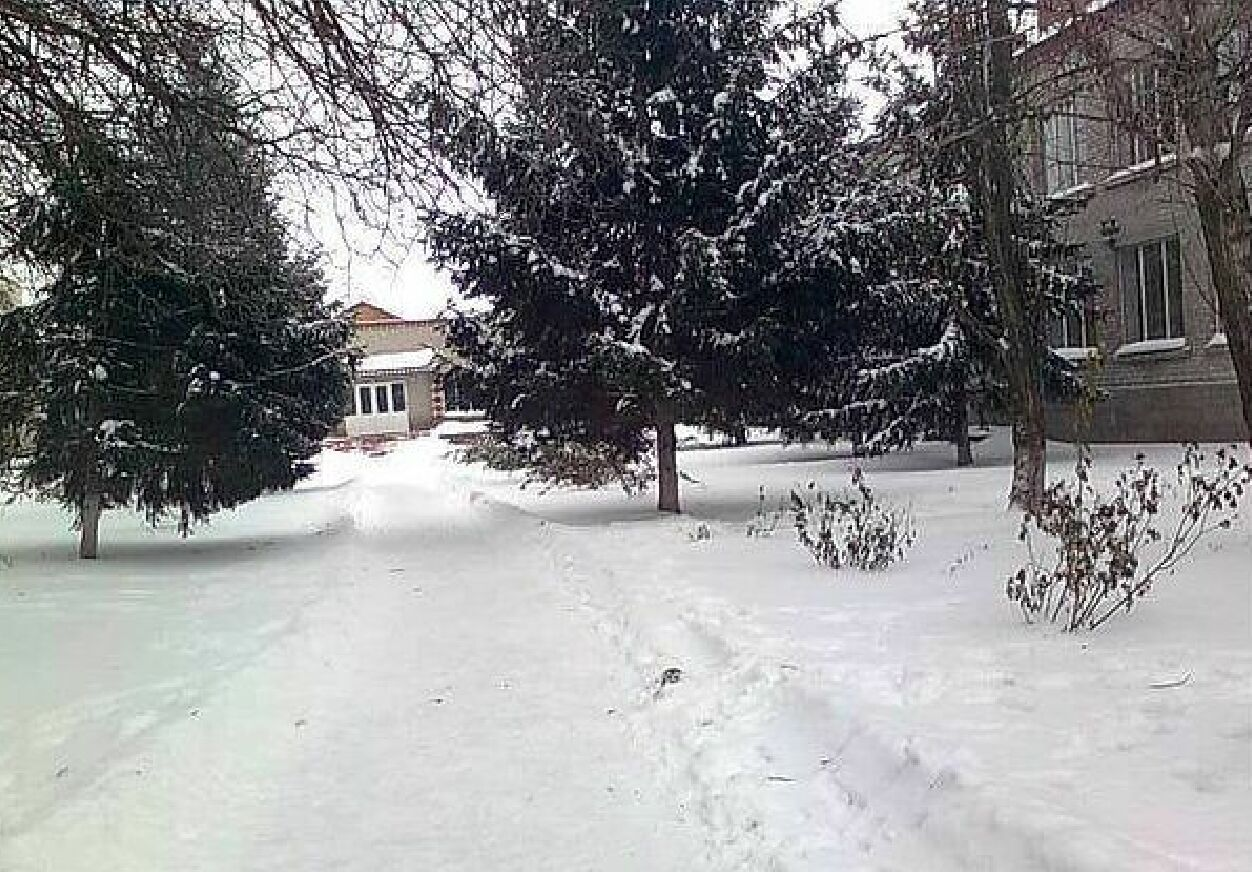
学校

索菲伊夫卡（烏克蘭語：Софіївка）是位於烏克蘭南部的村莊，由尼古拉耶夫州五一城區的米希亞市鎮負責管轄。該村始建於1867年，面積0.001平方公里，海拔高度133米，2001年人口1,343。